# Undercover Cops: Hakaishin Garumaa
Undercover Cops: Hakaishin Garumaa (アンダーカバーコップス 破壊神ガルマァ?) A veces con o sin subtítulos como Undercover Cops Gaiden (アンダーカバーコップス外伝?) es un Videojuego tradicional basado por turnos fue desarrollado y publicado por Irem y fue lanzado para Game Boy de Nintendo en 10 de diciembre de 1993 solo exclusivamente en Japón. Este es el spin-off del videojuego arcade beat 'em up de Undercover Cops. También es el Segundo al último juego de Game Boy lanzado por Irem, con Daiku no Gen-san - Robot Teikoku no Yabō seguir siendo el último.
- Datos: Q7883516